# علی‌آباد (رودبار)
علی‌آباد روستایی از توابع بخش مرکزی شهرستان رودبار در استان گیلان ایران است.

## جمعیت
این روستا در بین منجیل و رودبار قرار دارد و براساس سرشماری مرکز آمار ایران در سال ۱۳۹۵، جمعیت آن ۲۰۰۰ نفر (۵۵۰ خانوار) بوده‌ است.

## مردم
مردم روستای علی‌آباد مسلمان شیعه هستند، از قوم گیلک و تات  می‌باشند و زبان‌شان تاتی و گیلکی  است.